# حقوق سالمندان
حقوق سالمندان، حقوق افراد مُسن است (معمولاً آن‌هایی که در دهه هفتم زندگی یا بالاتر از آن قرار دارند، هرچند این تعریف قابل مناقشه است)، این افراد در کشورهای مختلف به عنوان یک طبقه تحت حمایت قانون شناخته نمی‌شوند اما به دلیل سن شان از جوانب مختلف مورد تبعیض قرار می‌گیرند.
مشکلات حقوق مشترکی را که سالمندان با آن روبرو می‌شوند عبارت از: تبعیض‌های شغلی مرتبط با سن (مثل سن بازنشستگی اجباری)، عدم دسترسی به درمان به دلیل سن یا موانع مرتبط سنی، درک اجتماعی توانایی/ ناتوانی مبنی بر سن و آسیب‌پذیری در مقابل آزار و اذیت مالی، فیزیکی، روانی، اجتماعی و جنسی به دلیل توانایی تحلیل رفته و عدم دسترسی/ توانایی استفاده از فناوری.

## تعریف حقوق سالمندان
در سال ۱۹۹۱ میلادی مجمع عمومی UNHRC اصولی را برای رهنمایی و تشویق برنامه‌های توسعهٔ دولتی تأسیس کرد تا با حصول اطمینان از استقلال، اشتراک، مراقبت، خودشکوفایی و عزت سالمندان از حقوق آنان حمایت کنند.

### سالخوردگی و کهولت سن

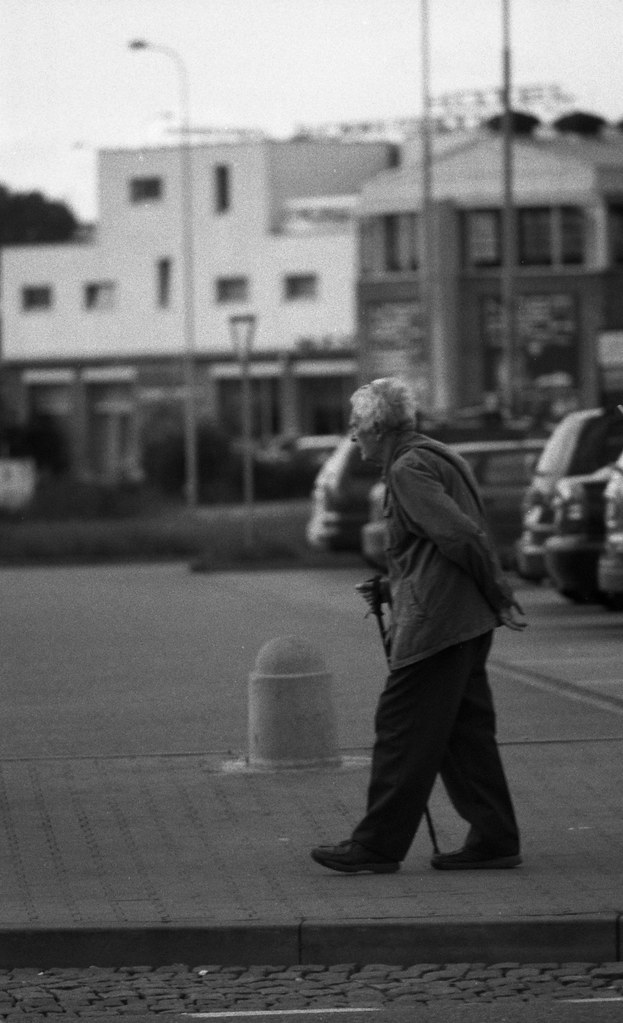
فرد کهنسالی روبروی فروشگاه زنجیره‌ای تسکو

حمایت و حفاظت از حقوق سالمندان برای رسیدگی به مشکلات مرتبط با سالخوردگی و سن‌گرایی می‌باشد. با افزایش سریع نفوس افراد مُسن در سراسر جهان، در دهه گذشته تلاش‌های بین‌المللی پیرامون مشکلات مرتبط با سالخوردگی و حفاظت از سالمندان وجود داشته‌است. در نتیجه، سالخوردگی به عنوان یک معضل جهانی شناخته شده و مورد مطالعه قرار گرفت. یک مثال آن نظرسنجی از ده‌ها هزار فرد در بیشتر از ۵۰ کشور است که نشان داد اکثریت مشارکت کنندگان در مورد سن‌گرایی، نگرش‌های معتدل تا بالا داشتند. برای ارتقای سلامت جمعیت مبنی بر شواهد رو به رشد تأثیرات مضر سالخوردگی بر سلامت افراد سالمند، شناسایی و مبارزه با شیوع گسترده سالخوردگی الزامی است.

## جنبش حقوق سالمندان
نینا کان، جنبش حقوق سالمندان را اینگونه تعریف کرده‌است: «تلاش‌های جمعی مؤسسات و افراد است… که به صورت یک‌جا و بر محور یک هدف مشترک تغییردادن، ساختارهای اجتماعی، سیاسی و حقوقی می‌چرخد. تا به سالمندان اجازه دهد که به‌صورت کامل از حقوق و آزادی‌های مدنی و بشری خود برخوردار گردند». مفهوم مجموعه نیازها و حقوق منحصر به فرد سالمندان، در دهه ۱۹۳۰ میلادی در عصر رکود بزرگ آغاز شد که تمرکز اصلی آن بر نیاز برای یک برنامه ملی معاش بازنشستگی برای فراهم‌آوری امنیت مالی به سالمندانی بود که دیگر کار نمی‌کردند. برنامه‌های احیای متعدد دیگری (برنامه تاون سند، جنبش مک‌کلین، جنبش هام و اگز) نیز ساخته شد تا به این معضل رسیدگی کند. نهایتاً، به عنوان بخشی از قرارداد جدید فرانکلین دلانو روزولت، مصوبه امنیت اجتماعی برای رسیدگی به این نیازها تصویب گردید.
با سالخوردگی جمعیت و ثروت‌مندتر شدن سالمندان در نیمه دوم قرن بیستم، تأثیرات سیاسی آن‌ها افزایش یافت. مؤسساتی مثل انجمن بازنشستگان آمریکایی و سازمان‌های دولتی مثل «اداره سالمندی» نیز برای رفع نیازهای آن‌ها ایجاد شد. مسایل بسیار فراتر از امنیت مالی صرف مورد توجه قرار گرفت. «مگی کوهن» که به دلیل بازنشستگی اجباری‌اش در سن ۶۵ سالگی برآشفت، «پلنگ‌های خاکس‌تری» را در سال ۱۹۷۰ راه اندازی کرد. «پلنگ‌های خاکستری» از بدو تأسیس از مسکن ارزان، میان‌نسلی و سیستم مراقبت سلامت تک پرداختی حمایت کرده‌است. امروزه این جنبش «گروه سهام‌داران در مورد سالخوردگی»، مؤسسهٔ از زیرشاخه‌های خودش که به هدف ایجاد یک شبکه بین‌المللی سالمندان و فعالان حقوق سالخوردگی راه اندازی شده‌است، را رهبری می‌کند. «بنیاد قانون ملی سالمندان» به دلیل نگرانی از این‌که سالمندان ممکن است دارای نیازهای قانونی خاصی باشند، ایجاد شد. مجوز مجدد سال ۲۰۰۶ قانون سالمندان آمریکایی شامل یک پروژه‌ای بنام گزینه‌های استقلال می‌شد تا گزینه‌های مراقبتی مرتبط با مصرف‌کننده، مبتنی بر اجتماع (برخلاف انتخاب‌های مجزا مانند خانه‌های سنتی سالمندان) و دراز مدت را ایجاد کند.

## حقوق اجتماعی و مالی سالمندان
«خدمات حفاظتی بزرگ‌سالان» به افراد سالمندی که مورد آزار و اذیت، بی‌توجهی یا استثمار قرار گرفته‌اند، خدمات ارائه می‌کند. اخیراً، از طریق تصویب مصوباتی مانند «پیش‌گیری از سالمند آزاری و پی‌گیرد قانونی ۲۰۱۷»، تلاش‌هایی در راستای تحقیق و رسیدگی به مسایل سالمند آزاری صورت گرفته‌است.
یکی از اولین تلاش‌های دولت فدرال ایالات متحده برای حفاظت از حقوق مالی سالمندان، تأسیس مزایای امنیت اجتماعی از طریق قانون امنیت اجتماعی در سال ۱۹۳۵ میلادی بود که به افراد متقاعد واجد شرایط درآمدی را فراهم می‌کرد. این قانون در سال ۱۹۷۲ تعدیل شده و عایدات امنیتی تکمیلی به آن افزود گردید، که بر اساس آن به افراد ۶۵ ساله یا بالاتر کمک‌های نقدی فراهم می‌کرد. تصویب «مصوبه تبعیض سنی در استخدام در سال ۱۹۶۷ میلادی»‏ با منع کارفرمایان از تبعیض در برابر افراد ۴۰ ساله یا بالاتر از آن، از حقوق مالی سالمندان بیشتر حمایت کرد.

## سلامت، مراقبت‌های سلامتی و حقوق طبی – قانونی سالمندان
حوزه‌های که سالمندان به صورت خاص در آن آسیب‌پذیر هستند، مراقبت‌ها و تصمیم‌گیری سلامت است. بدتر شدن امراض مزمن، اختلالات شناختی و محدودیت‌های وضعیت عمل‌کرد، همه مثال‌های تغییراتی است که در سنین واپسین زندگی رخ داده و می‌تواند سطح وابستگی سالمندان یک مراقب را بیشتر سازد. این وابستگی، سالمندان را در معرض ریسک بزرگ‌تر آزار و اذیت قرار می‌دهد. بر اساس انستیتوت ملی سالمندی، سالمند آزاری می‌تواند زمانی رخ دهد که افراد سالمند به دور از خانه و در مرکز پرستاری یا خانه سالمندان یا حتی هم‌راه با خانواده زندگی کنند. اگرچه آزار و اذیت می‌تواند به هرکسی اتفاق بی‌آفتد، سالمندانی که اختلالات شناختی دارند به دلیل زوال عقل یا نیاز بیشتر طبی، بسیار آسیب‌پذیر اند. علایم آزار و اذیت عبارت از: ظاهر ژولیده، کبودی یا زخم‌های غیرقابل توضیح، کاهش وزن غیرقابل توضیح، زخم‌های بستری مکرر و نبود آله‌های حمایوی طبی مانند عینک یا آله‌های شنوایی.
در حالی‌که سالمند آزاری یک مشکل جاری باقی می‌ماند، برخی از محافظت‌ها برای سالمندان درنظر گرفته شده‌است. یکی از این محافظت‌ها «برنامه درازمدت مراقبت‌های مأمور شکایات» است؛ این برنامه از حقوق بزرگ‌سالان در بیمارستان‌های خصوصی، خانه سالمندان و سایر بسترهای رهایشی حمایت می‌کند. با وجود چنین برنامه‌هایی، هنوز هم پیشرفت‌های بیشتری باید در راستای دفاع از حقوق سالمندان صورت گیرد.
همه‌گیری کووید-۱۹، آسیب‌پذیری‌های خانه سالمندان که قبلاً نادیده گرفته می‌شد را برملا کرد، مخصوصاً قرار داشتن سالمندان در معرض جراحت‌ها و امراض قابل جلوگیری. بر اساس گزارش سال ۲۰۲۱ توسط دیدبان حقوق بشر، بیشتر از ۱۷۸٬۰۰۰ مرگ و میر ناشی از کووید-۱۹ مربوط به بیمارستان‌ها بود که از آن جمله ۴۰ درصد مجموع مرگ و میرها در ایالات متحده اتفاق افتاده‌است. این مرگ‌ها به دلیل کمبود کارمند از زمان‌های دور و بی‌توجهی به آن ناشی شده‌است.